# Nglipar (plaats)
Nglipar is een bestuurslaag in het regentschap Gunung Kidul van de provincie Jogjakarta, Indonesië. Nglipar telt 3933 inwoners (volkstelling 2010).